# Castello di Ringelheim
Il castello di Ringelheim si trova a sud di Salzgitter città extracircondariale nel sud-est della Bassa Sassonia, in Germania. 

## Storia

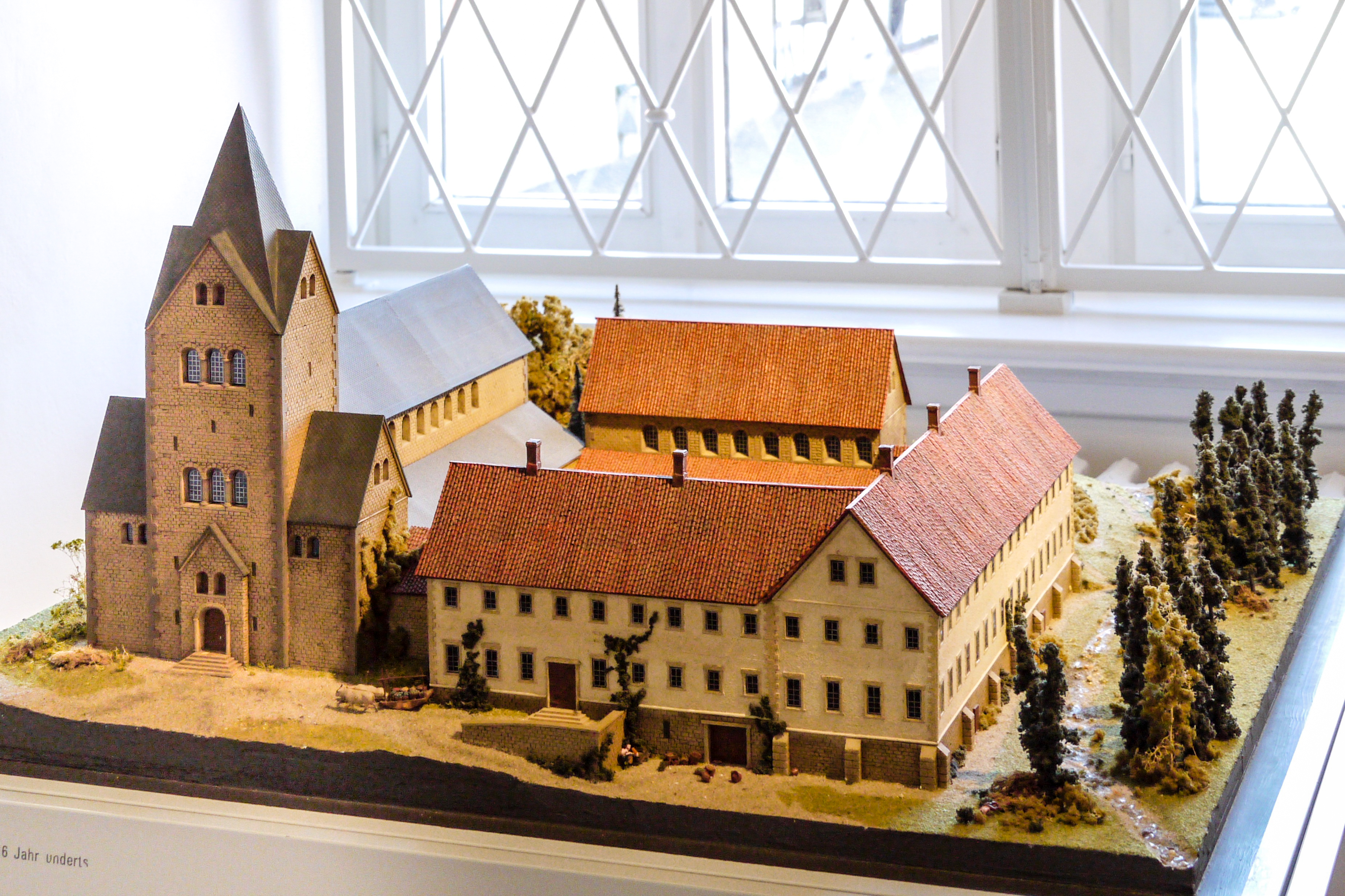
Modellino del monastero come appariva alla fine del XV secolo

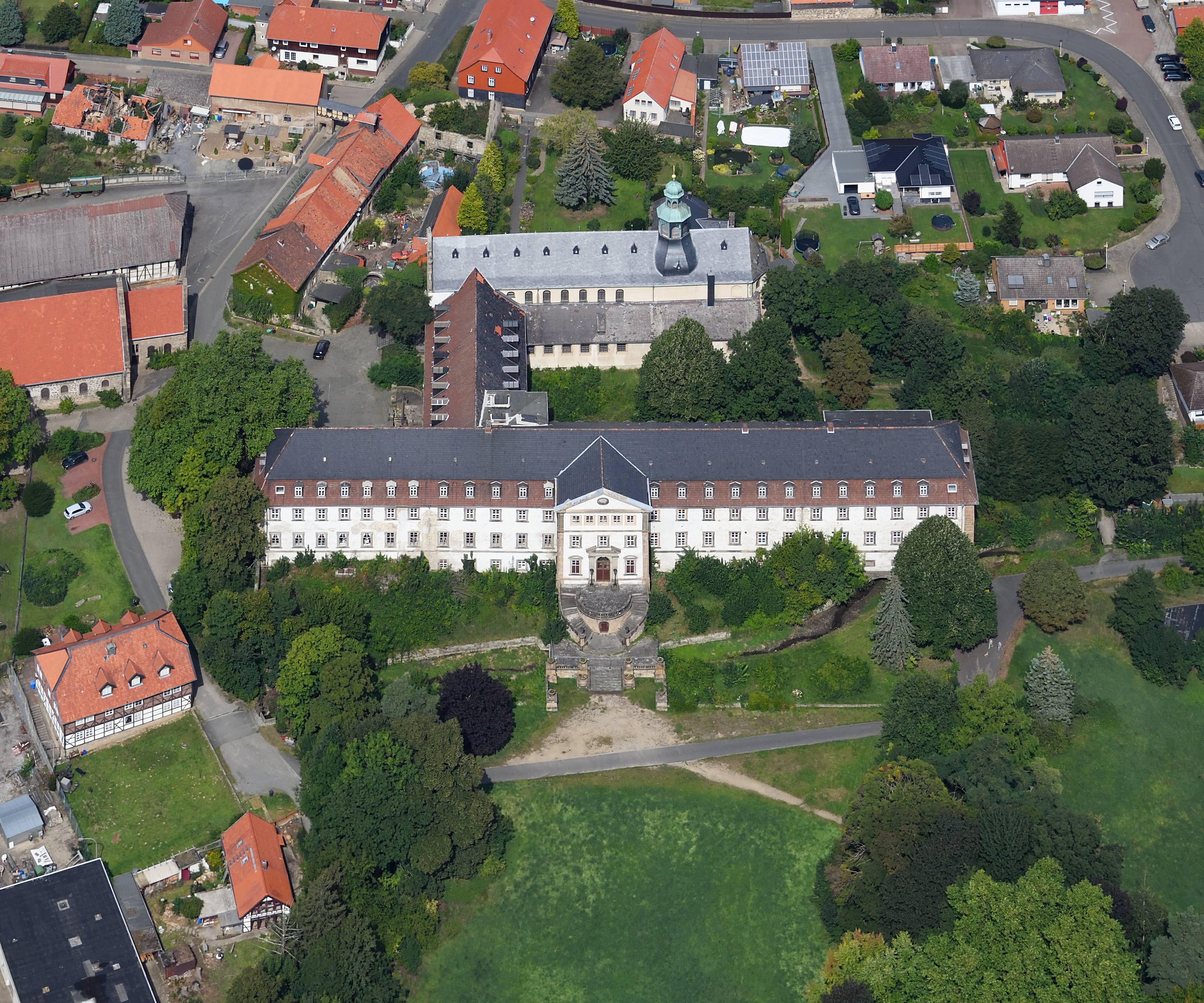
Castello di Ringelheim, veduta aerea

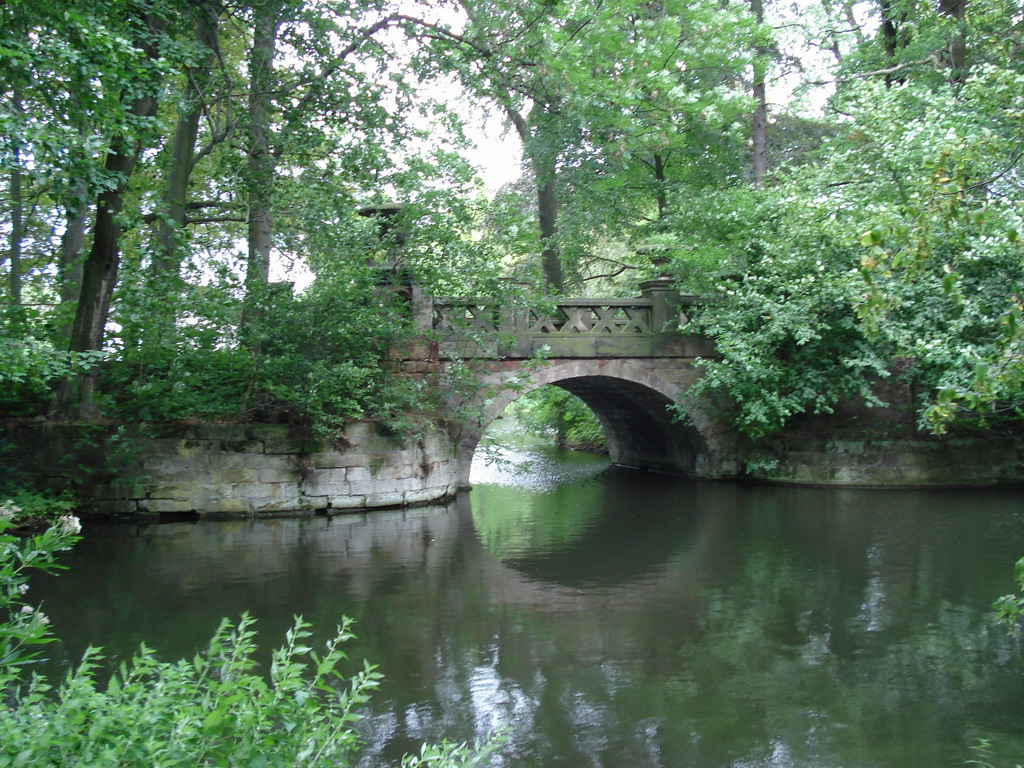
Particolare del parco del castello

Su sito del castello che ci è pervenuto esisteva un monastero le cui fondamenta furono poste nel X secolo. Intorno al 1150 venne convertito in monastero benedettino. Numerosi lavori di ristrutturazione hanno modificato ripetutamente l'aspetto e le dimensioni degli edifici che lo componevano. L'edificio non fu distrutto dal devastante incendio che lo colpì nel 1596 ma in seguito, con l'avvento del protestantesimo in Germania, la sua situazione mutò radicalmente e venne realizzato il trasferimento del suo intero patrimonio librario all'università di Helmstedt, per disposizione del duca di Brunswick Enrico Giulio.
Questo portò a un graduale decadimento degli edifici del convento sino a quando gli edifici vennero saccheggiati dopo la battaglia di Lutter am Barenberge nel 1626. Il degrado sia interno sia esterno divenne enorme e la diocesi di Hildesheim si trovò ad affrontare il difficile compito di cederlo. Prima, però, tutti gli edifici annessi dovettero essere ricostruiti e soprattutto la chiesa del monastero dovette essere riportata in condizioni presentabili. A quel punto l'abate Franz Schlichting poté iniziare una grande ricostruzione degli edifici del convento nel 1709. Nel caratteristico portale principale che dà sul cortile interno si legge per tre volte l'incisione con l'anno 1710. L'intero complesso che ci è pervenuto risale a questo periodo ed è in rigoroso stile barocco primitivo. All'epoca, tuttavia, comprendeva ancora il chiostro, di cui sono ancora visibili solo le volte a crociera sul lato est dell'ala di collegamento con la chiesa, e l'ala della biblioteca, che chiudeva l'intero complesso verso est. Dal 1713 in poi l'abate Bernward Peumann assunse la direzione della costruzione successiva, come testimonia l'anno 1714 sopra la porta d'ingresso dell'ala occidentale, mentre una pietra al centro dell'ala principale afferma che da questo punto nel 1717 continuò la costruzione.
Successivamente completò il suo lavoro con la costruzione di altri edifici e la progettazione del piazzale antistante. Il complesso rimase completamente invariato fino allo scioglimento del monastero nel 1803. Solo gli edifici annessi e la chiesa del monastero furono ulteriormente riprogettati e costruiti.
Dopo che l'intero monastero fu donato al conte von der Schulenburg, l'intero complesso rimase inizialmente completamente intatto, poiché le guerre napoleoniche non lasciarono al nuovo proprietario il tempo di prendersi cura di Ringelheim. Soltanto Friedrich v.d. Decken, che acquistò la "tenuta del cavaliere" nel 1817, si trasferì negli edifici del convento senza apportarvi inizialmente modifiche. Nel 1818 fece demolire l'ala fatiscente della biblioteca, che chiudeva il complesso a est, e fece rimuovere il chiostro, interrompendo così il collegamento con la chiesa del monastero. Fu solo suo figlio, il conte Adolf v.d. Decken, a trasformare gli edifici del monastero in un castello, spostando la facciata principale sul lato sud e progettando l'aula centrale come ingresso principale rappresentativo. La scalinata aperta in stile francese completava l'aspetto del castello. Nel 1938 il castello divenne sede dell'amministrazione del Reichswerke Hermann Göring e, dopo essere stato saccheggiato nel 1945, fu completamente ristrutturato. Fu aggiunta una mansarda e l'ingresso fu ridisegnato in stile neobarocco. Divenne un sanatorio polmonare nel 1950. Nel 1961 Il castello si trasformò in una casa di cura con strutture termali e dal 1969 al 1998 fu una casa di riposo per disabili mentali. Nel 2002 il castello abbandonato fu venduto dallo Stato della Bassa Sassonia e poi venne venduto e divenne proprietà privata.

## Descrizione
Il castello di Ringelheim si trova nell'omonima cittadina posta a sud di Salzgitter nel sud-est della Bassa Sassonia, in Germania. Si tratta di un insieme monumentale di edifici con una cappella e un grande parco in stile inglese. Il parco è aperto al pubblico, e lo sono anche la colombaia ottagonale nella casa padronale, la chiesa del monastero con il suo organo barocco e la casa padronale. La chiesa è la sede annuale, a maggio, delle Giornate organistiche di Ringelheimer, alla quale partecipano rinomati artisti.